# Rosendo Álvarez (boxeador)
Rosendo José Álvarez Hernández (Managua, 6 de mayo de 1970) es un boxeador profesional, dos veces campeón mundial en las categorías mínimo y minimosca de la Asociación Mundial de Boxeo (AMB).
Sostuvo dos históricos encuentros con Ricardo "Finito" López. Durante uno de estos, Álvarez Hernández se consagró como el único oponente que pudo causar una caída a la leyenda del boxeo mexicano. Esto sucedió durante el primer combate de unificación, que finalizó en un cerrado empate, favoreciendo a López.

## Carrera amateur
En 1986, mientras cumplía el servicio militar, en el Ejército Popular Sandinista (EPS), durante la guerra de agresión de los Estados Unidos de América contra la Revolución Nicaragüense, Álvarez Hernández empezó a practicar boxeo. Su debut amateur fue el 16 de abril de 1988. 
En 1990, ganó el torneo de los Guantes de Oro, el título Centroamericano, el Caribeño y la medalla de Oro de la Copa Augusto C. Sandino, compitiendo contra peleadores cubanos, mexicanos y soviéticos. En 1991, ganó medalla de Plata en este mismo torneo.
Como amateur, Rosendo Álvarez obtuvo un récord aficionado de 66 triunfos en 78 combates.

## Carrera profesional
Rosendo Álvarez debutó como profesional el 12 de diciembre de 1992. 
El 23 de septiembre de 1994, obtiene su primer título en el boxeo profesional cuando se convierte en Campeón Latinoamericano del peso minimosca avalado por la FEDELATIN - AMB. Dicho cinturón lo obtuvo tras derrotar por TKO en 11 asaltos al venezolano José Bonilla.

### Campeonato mundial mínimo
El 2 de diciembre de 1995, disputó y ganó la corona mundial de peso mínimo (105 libras) de la AMB, imponiéndose al tailandés Chana Porpaoin, en Sakaew, Tailandia. 
Después, sostuvo cuatro defensas exitosas contra el colombiano Kermin Guardia, el filipino nacionalizado japonés Eric Chavez (Kenta Sato), el japonés Takashi Shiohama y el tailandés Songkram Porpaoin (hermano gemelo de Chana).
El 7 de marzo de 1998, buscó unificar el trono mundial del peso mínimo, con su homólogo mexicano Ricardo «Finito» López, invicto campeón paja del Consejo Mundial de Boxeo (CMB). El resultado de la justa fue un empate con sabor a victoria para Rosendo Álvarez

### Campeonato mundial minimosca
Rosendo Álvarez ascendió a la división de peso minimosca (108 libras) para disputar el título mundial vacante de la AMB con el colombiano Antonio "Bebis" Mendoza. El nicaragüense perdió por descalificación en el séptimo round. Más tarde, cobró venganza de esta derrota, ganándole el fajín mundial minimosca al mismo Mendoza, en una ajustada decisión unánime en 12 asaltos. 
Defendió su título en cuatro ocasiones: derrotó por TKO en 12 asaltos al sólido retador y ex-campeón Pichit Chor Siriwat de Tailandia; en dos ocasiones contra "Beibis" Mendoza, a quien ganó dos amplias decisiones unánimes; y en un empate deslúcido ante el campeón mundial mínimo de la Federación Internacional de Boxeo (FIB), el mexicano Víctor "Acorazado" Burgos.
Su último combate, el 8 de abril de 2006, fue contra el mexicano Jorge "Travieso" Arce, perdiendo por TKO en seis asaltos.

## Retiro
Rosendo Álvarez ha sido promotor de veladas boxísticas y manejador de boxeadores en su natal Nicaragua. 
En 2007, ya con 37 años de edad, Álvarez declaró su deseo de volver a los cuadriláteros desde su retiro para enfrentarse a Humberto "Chiquita" González, otro doble campeón mundial en las divisiones pequeñas y leyenda del boxeo mexicano.
Entre los años 2009-2010 fue entrenador de boxeo y asistente en la esquina del excampeón Ricardo "El Matador" Mayorga.

## Sucesión boxística
| Predecesor: Chana Porpaoin Tailandia | Campeón Mundial Mínimo de la AMB 2 de marzo de 2001 - 2 de octubre de 2004            | Sucesor: Roberto "Araña" Vásquez Panamá |
| Predecesor: Primero en ser nombrado  | Campeón Mundial Minimosca Revista The Ring 31 de marzo de 2003 - 2 de octubre de 2004 | Sucesor: Hugo Cázares México            |